# صدعايا
صدعايا قرية سوريّة تتبع إداريّاً لمحافظة حلب منطقة السفيرة ناحية بنان، بلغ تعداد سكانها 577 نسمة حسب التعداد السكاني لعام 2004.